# Крилаті гусари

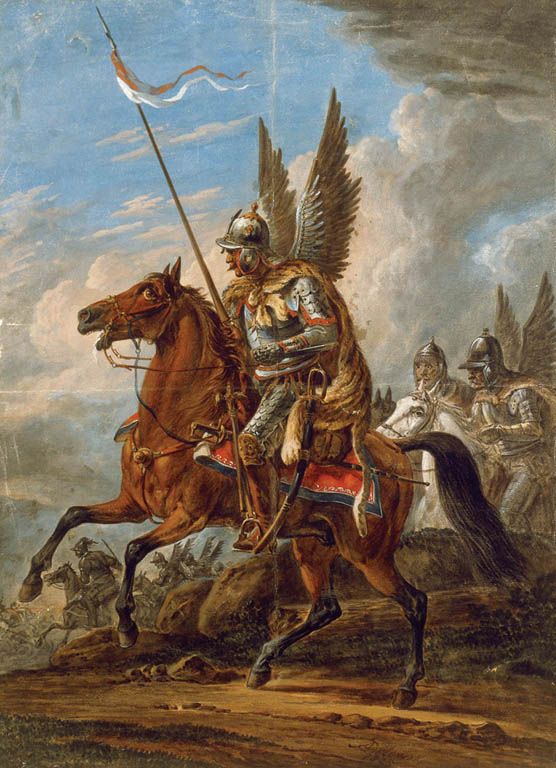
«Атака гусарії», О. Орловський. Олія, полотно, початок XIX ст.

Крилаті гусари або гусарія (пол. husaria) — лицарська кіннота Речі Посполитої, що спеціалізувалася на «проламуванні» бойових порядків ворожої кінноти або піхоти скерованим і точним кавалерійським ударом. Гусарія існувала як підрозділ народного автораменту — найманого війська Речі Посполитої.

## Назва
Існує кілька думок стосовно походження і значення назви цього роду кінного війська. З них історично правдоподібними вважають дві:
- за першою, виводять із сербського терміна у́сар/usar — чи гу́сар/gusar, що позначав кінного воїна, бандита[1] чи повстанця;[2].
- за другою, виводять із угорського слова huszár, що походить від поєднання слів husz («двадцять») — із ar («лен, феод, феодальне володіння»)[1].

## Основні відомості
Гусарія як військове формування існувала майже три століття (бл. 1500—1775). Спочатку гусарів називали «рацами», вони були ударною легкою кіннотою зі списами, що з оборонного спорядження мала лише кольчуги, великі щити або взагалі не мали захисних обладунків. На списі вішали вимпел (прапорець із розділеним надвоє вільним кінцем), щоб тріпотів на скаку і лякав ворожих коней. Після того як спис у бою ламався або губився, вершник брався за палаш, кінчак, шаблю чи сокиру. Часто у раців як легкої кінноти були луки чи пістолі. Із оздоблення раці мали пера, крила птахів, шкіри тварин, а на щиті часто малювали орлине крило.
1577-го, року почалася реформа Стефана Баторія. Раців перетворено на важку (середню) кінноту, вони масово почали одягати обладунки, відмовилися від щитів, прикрашали коня барвистими опонами, а себе шкірами диких тварин (шкіри одягали на плече). Насправді, не було приписів, які б точно пояснювали, як і що повинні носити лицарі, тому кожен шляхтич одягав себе і свій почет сам, як вважав за потрібне.
З організаційного погляду гусарія поділялася на роти (пізніше названі корогвами), які у свою чергу, поділялися на почти. Почет — найменша одиниця давньої гусарської кінноти.
До складу почту входив товариш, тобто організатор цього почту, який за власні кошти купував усе спорядження, а також коней і все озброєння (за винятком гусарського списа, яким гусара мав забезпечити ротмістр, командир гусарської роти). До складу почту входила челядь.
Челядь (зброєносці-джури) поділялася на челядь почтову і вільну (пол. luźna czeladź). Почтова челядь мала право брати участь у битвах нарівно з товаришами, щоправда, товариш мав привілей битися у першій лаві — а почтова челядь шикувалася «у справі», тобто у бойовому порядку, за спиною товариша. Челядь вільна дбала про майно почту: годувала коней, постачала їжу для воїнів і тяглових тварин, правила возами, приводила коней воякам, подавала списи, тощо.
Першими гусарами Речі Посполитої, можливо, стали серби. Так, 1500 року кілька знатних сербів зі своїми невеликими загонами стали на службу польського короля. Незабаром в ці підрозділи почали набирати угорців, поляків, литвинів (білорусів) і русинів (українців). У грудні 1501-го були сформовані перші регулярні роти гусарії.
Тривалий час гусарія не мала собі рівних у Європі і відіграла вирішальну роль у багатьох битвах: з московитами під Оршею (1514 рік), при Клушино (1610 р.); з молдавським військом при Обертині (1531); зі шведами під Кокенгаузеном (1601 р.), Кірхгольмом (1605 р.) і Тшцяно (1629 р.); турками під Хотином (1621 р.); над кримськими татарами біля Мартинова (1624) і Охматова (1644).
У битві під Клушином 6800 війська Речі Посполитої, в якому було близько 5500 гусар, розбили 35-тисячну московську армію, у складі якої було близько 5000 шведських найманців Делаґарді.
Комплектування гусарії в XVII ст. проводилось на добровільних засадах, за системою так званого «товариського почту», згідно з якою майбутній командир гусарської роти («хоругви», 100—200 вершників), ротмістр, отримавши від короля особливу грамоту, наймав на службу «товаришів» з числа лицарів-шляхтичів, кожен з яких зобов'язаний був привести з собою «почт» у складі одного-двох озброєних слуг з кіньми. Ці «почтові» воїни, що називалися також «пахолки» (зброєносці), зазвичай набиралися з дворових людей шляхтича або, якщо «товариш» був досить багатим, то з дрібної шляхти.
У бойовому шикуванні «товариші» ставали в перший ряд, а їх почет шикувався в кілька рядів позаду.

## Занепад гусарії
З розвитком вогнепальної зброї і артилерії, до початку XVII століття важка кіннота почала зникати зі складу західноєвропейських армій. Натомість гусарія залишалася ефективним "анахронізмом" і домінувала на полі бою завдяки особливостям озброєння (дуже довгому, до 6 м спису) і прекрасному вишколу. Тогочасні кулі на відстані більше 50м не пробивали обладунків, а пікінери не могли дістати вершника своїми списами. Реформовані армії західноєвропейських держав практично не були здатні протистояти гусарії, лише могли ефективно рухатися і обстрілювати вершників з рухомого табору (типу "ваґенбург") чи ховатися за штучними перепонами (типу "іспанські козли"). Слід пам'ятати, що гусарія перемагала завдяки щільному шикуванню, розбігу і таранному удару. Якщо ж не було простору, або місцевість була сильно перетятою, гусарія була малоефективною за будь-яких умов. У серпні 1622 року під Мітау (період польсько-шведської війни) гусарія навіть не змогла розпочати атаку, бо була притиснута вогнем шведських військ. Подібні сцени повторювалися в 1626 році під Гнівом, при Діршау (1627) та в роки Потопу (1655—1658) і т.ін.
Таку ситуацію хибно пояснюють "застарілістю" гусарії як виду кінноти. Насправді ж будь-який вид військ як у Речі Посполитій, так і на Заході, був  вузькоспеціалізованим і потребував сприятливих умов для ефективного використання. Коли траплялися такі умови, гусарія доводила свою виняткову ефективність.
Найбільших втрат гусарії завдало козацьке повстання під проводом Хмельницького: так, лише в одній битві 1652 року (битва під Батогом) полягло від 3 до 5 (за різними оцінками) тисяч крилатих гусарів. Голову магната Калиновського принесли Хмельницькому, наколотою на спис.
Утім, навіть тяжкі  втрати серед особового складу гусарії не були невідновлюваними. Найбільшого удару завдала економіка: спорядження, обладунки, коні і списи гусарів були надзвичайно дорогими. Усі збитки за похід несли товариші, держава платила гусару велику платню порівняно з іншими родами військ – проте ні платня, ні воєнна здобич не компенсовували збитків шляхтича. Затяжні походи без швидких перемог, спустошення магнатських маєтків, винищення залежного населення і ін. узагалі могли розорити товариша. Тому служба в гусарії була прерогативою верхів шляхетської еліти, і економічні можливості її протягом XVII століття танули. Гусарія ставала малочисельним видом кінноти – тоді як західноєвропейські армії виставляли величезні маси піхоти і легшої (і дешевшої) кінноти. Відтак гусарія на полі бою поступається місцем панцерній кінноті, лишаючись престижним "реліктом" на службі при дворі магната, припиняється системне навчання молодих гусарів, тому різко падає їхня боєздатність – і гусарія починає використовувати більше церемоніальну функцію вже наприкінці XVII ст.
На початку XVIII століття Річ Посполита була втягнута в Північну війну. Польська армія зіштовхнулася з каролінерами, чудово екіперованою елітною шведською піхотою. Щоправда, у першій же битві при Клішові 1702 року до бою гусарії не дійшло : польський кінний загін, половину якого складали крилаті гусари, зупинився перед штучними перешкодами (іспанськими козлами). Командувач польським військом польний гетьман коронний Ієронім Любомирський наказав відступити з поля бою.
Польський і український рівнинний ландшафт і необхідність воювати з турками, татарами і московитами на тривалий час продовжили використання крилатих гусарів. Та врешті у 1775 році сейм ухвалив скасувати гусарію. Крилатих гусарів замінили набагато дешевші, мобільні і озброєні легкими піками польські улани.

## Тактика

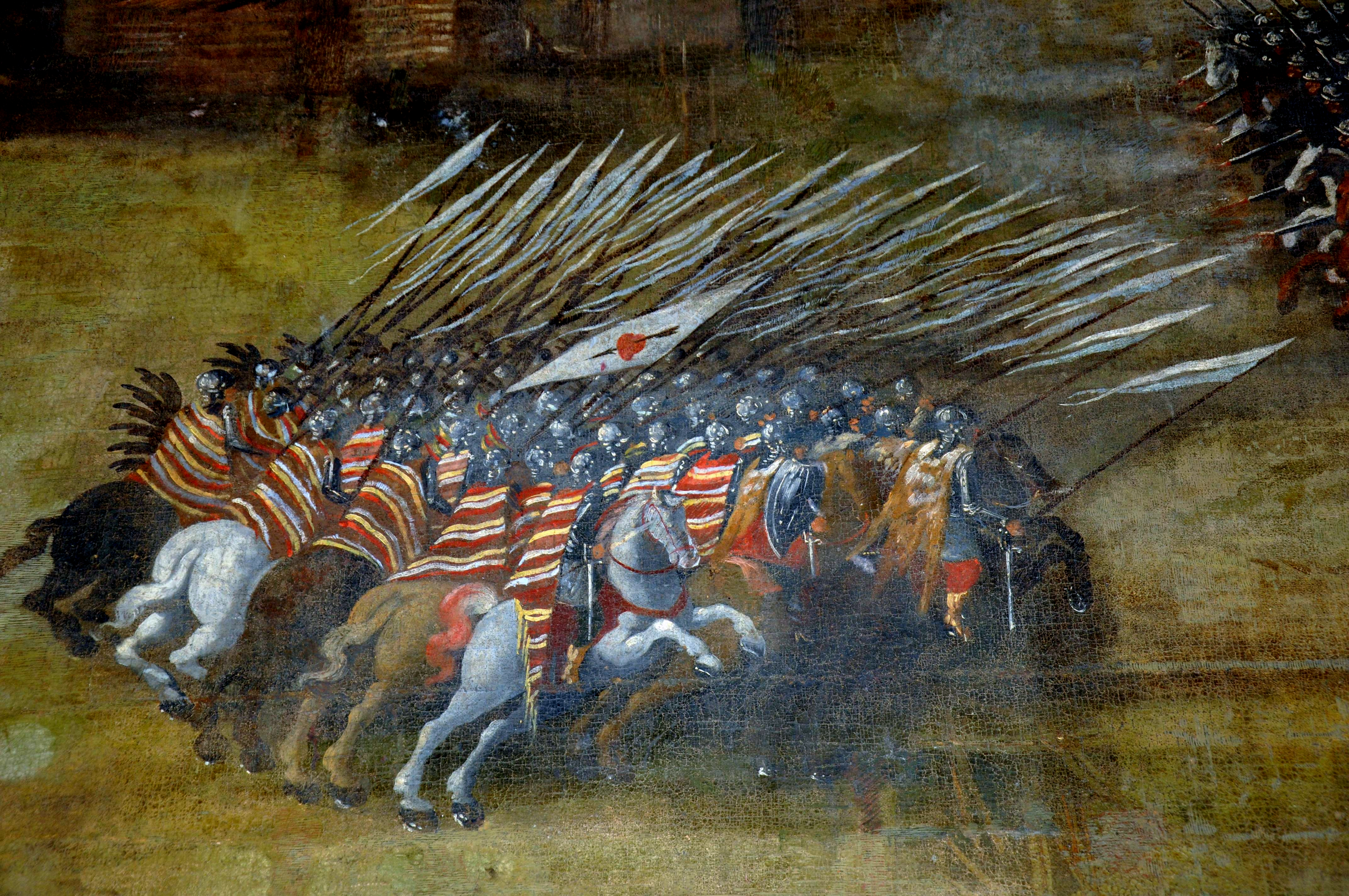
Атака корогви крилатих гусарів у битві під Клушином. Картина Шимона Богушовича, 1620

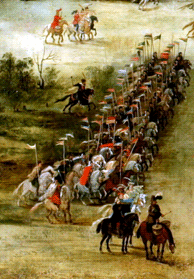
Гусарська хоругва. Фрагмент картини «Битва під Кірхгольмом», Пітер Снаєрс, близько 1630. Колекція замку Сассенаж, Франція

Для атаки корогва гусарів вишиковувалася в три і більше шеренги. Перші шеренги становили найдосвідченіші і добре озброєні товариші, а задні — їхні почтові (пахолки, свита), які розвивали успіх у разі прориву ворожого строю.
Гусарія починала атаку з відстані приблизно 100 кроків від противника. Спочатку гусари їхали кроком, потім — клусом, потім — чвалом, на відстані кілька кроків до противника перша шеренга переходила в кар'єр.

## Команди
Перед атакою, відповідно до гетьманського декрету від 1704 року, ротмістр подавав такі команди:
- Тихо! (пол. Uciszcie się!)
- Насунути шапки! (пол. Naciśnijcie czapki!) — команда подавалася солдатам без шоломів. Вважалося ганьбою втратити шапку в бою.
- Стиснути коліно з коліном! (пол. Ściśnijcie kolano z kolanem!)
- Шаблі на темляки! (пол. Szable na temblaki!) — при атаці піками
- Шаблі в руку! (пол. Szable w ręku!) — при атаці шаблями
- Далі! (пол. Dalej!) — корогва переходила на легку рись, проходячи половину відстані до супротивника.
- Опустить копії́! (пол. Złóżcie kopie!) — при атаці піками, безпосередньо перед таранним ударом. За цією командою піки опускалися горизонтально на рівень кінської голови, хоругва переходила в повний галоп.

## Вшанування пам'яті
Єдиний в Україні пам'ятник крилатим гусарам знаходиться у селі Годів. Тут відбулася легендарна Битва під Годовем, де війська Короля Речі Посполитої Яна III Собеського (в яких воювало багато українців) перемогли армію кримських татар і мусульман.